# Elecciones a la Asamblea Regional de Murcia de 2011
Las elecciones a la Asamblea Regional de Murcia de 2011, que dieron lugar al inicio de la VIII Legislatura, se celebraron el 22 de mayo de 2011, en el marco de las elecciones autonómicas de España de 2011. Los resultados arrojaron una victoria del Partido Popular más amplia a las anteriores, ya que sumó cuatro escaños más, que fueron los que perdió el PSOE.

## Circunscripciones electorales
Los 45 diputados se reparten en cinco circunscripciones electorales. Estas se numeran del uno al cinco, pero también se conocen por descriptores geográficos. Según la ley electoral, el tercer distrito, Murcia, ganó un escaño a expensas del segundo distrito.
| Circunscripción     | Número de escaños | Municipios |
| Primera (Lorca)     | 7                 | Águilas, Puerto Lumbreras, Totana, Alhama de Murcia, Librilla, Lorca, Aledo y Mazarrón |
| Segunda (Cartagena) | 10 (-1)           | Cartagena, La Unión, Fuente Álamo de Murcia, Torre Pacheco, San Javier, San Pedro del Pinatar y Los Alcázares                                                                                                 |
| Tercera (Murcia)    | 21 (+1)           | Murcia, Alcantarilla, Beniel, Molina de Segura, Alguazas, Las Torres de Cotillas, Lorquí, Ceutí, Cieza, Abarán, Blanca, Archena, Ricote, Ulea, Villanueva del Río Segura, Ojós, Fortuna, Abanilla y Santomera |
| Cuarta (Noroeste)   | 4                 | Caravaca de la Cruz, Cehegín, Calasparra, Moratalla, Bullas, Pliego, Mula, Albudeite y Campos del Río |
| Quinta (Altiplano)  | 3                 | Yecla y Jumilla |

## Encuestas
| Encuesta                       | PP     | PSOE   | IU    | UPyD  | Otros | No decidido |
| ------------------------------ | ------ | ------ | ----- | ----- | ----- | ----------- |
| Resultados electorales de 2007 | 29     | 15     | 1     | -     | -     | -           |
| El Mundo(01/06/2010)           | 62,70% | 26,80% | 4,60% | -     | 5,90% | -           |
| Proyección de escaños          | 31-33  | 12-14  | 0     | -     | -     | -           |
| CEMOP(05/06/2010)              | 61,70% | 24,50% | 7,70% | 4,20% | -     | -           |
| CEMOP(19/11/2010)              | 63,40% | 21,90% | 8,80% | 4,90% | 1,80% | -           |
| El Mundo(07/01/2011)           | 61,80% | 25,40% | 7,30% | -     | 5,50% | -           |
| Proyección de escaños          | 31-32  | 12-13  | 1     | -     | -     | -           |
| CIS(05/05/2011)                | 61,80% | 26%    | 6,60% | 2,30% | 1,70% | -           |
| Proyección de escaños          | 31     | 13     | 1     | -     | -     | -           |

## Resultados[8]
Para optar al reparto de escaños en una circunscripción, la candidatura debe obtener al menos el 5% de los votos válidos emitidos en la región.
| ← Elecciones a la Asamblea Regional de Murcia de 2011 →                                                                                           |                                                                     |                       |         |       |         |     |
| Presidente y gobierno | Partido                                                             | Candidato             | Votos   | %     | Escaños | +/- |
| - Presidente: Ramón Luis Valcárcel - Gobierno: PP - Censo: 974.998 - Votantes: 661.221 (67,82%) - Abstención: - Válidos: 651.265 - A candidatura: | Partido Popular (PP)                                                | Ramón Luis Valcárcel  | 382.569 | 58,82 | 33      | +4  |
| - Presidente: Ramón Luis Valcárcel - Gobierno: PP - Censo: 974.998 - Votantes: 661.221 (67,82%) - Abstención: - Válidos: 651.265 - A candidatura: | Partido Socialista Obrero Español (PSOE)                            | Begoña García Retegui | 155.157 | 23,86 | 11      | -4  |
| - Presidente: Ramón Luis Valcárcel - Gobierno: PP - Censo: 974.998 - Votantes: 661.221 (67,82%) - Abstención: - Válidos: 651.265 - A candidatura: | Izquierda Unida (IUV-RM)                                            | José Antonio Pujante  | 50.913  | 7,83  | 1       | =   |
| - Presidente: Ramón Luis Valcárcel - Gobierno: PP - Censo: 974.998 - Votantes: 661.221 (67,82%) - Abstención: - Válidos: 651.265 - A candidatura: | Unión Progreso y Democracia (UPyD)                                  |                       | 29.236  | 4,50  | 0       |     |
| - Presidente: Ramón Luis Valcárcel - Gobierno: PP - Censo: 974.998 - Votantes: 661.221 (67,82%) - Abstención: - Válidos: 651.265 - A candidatura: | Los Verdes de la Región de Murcia-Ecolo (LV-ECOLO)                  |                       | 7.618   | 1,17  | 0       |     |
| - Presidente: Ramón Luis Valcárcel - Gobierno: PP - Censo: 974.998 - Votantes: 661.221 (67,82%) - Abstención: - Válidos: 651.265 - A candidatura: | Centro Democrático Liberal (CDL)                                    |                       | 3.917   | 0,60  | 0       |     |
| - Presidente: Ramón Luis Valcárcel - Gobierno: PP - Censo: 974.998 - Votantes: 661.221 (67,82%) - Abstención: - Válidos: 651.265 - A candidatura: | Partido para la Regeneración de la Democracia en España (PRDE)      |                       | 1.173   | 0,18  | 0       |     |
| - Presidente: Ramón Luis Valcárcel - Gobierno: PP - Censo: 974.998 - Votantes: 661.221 (67,82%) - Abstención: - Válidos: 651.265 - A candidatura: | Partido Empresa Empleo (PEE)                                        |                       | 1.050   | 0,16  | 0       |     |
| - Presidente: Ramón Luis Valcárcel - Gobierno: PP - Censo: 974.998 - Votantes: 661.221 (67,82%) - Abstención: - Válidos: 651.265 - A candidatura: | Democracia Nacional (DN)                                            |                       | 852     | 0,13  | 0       |     |
| - Presidente: Ramón Luis Valcárcel - Gobierno: PP - Censo: 974.998 - Votantes: 661.221 (67,82%) - Abstención: - Válidos: 651.265 - A candidatura: | Centro Democrático Unido Renovado (CDUR)                            |                       | 830     | 0,13  | 0       |     |
| - Presidente: Ramón Luis Valcárcel - Gobierno: PP - Censo: 974.998 - Votantes: 661.221 (67,82%) - Abstención: - Válidos: 651.265 - A candidatura: | Foro Centro y Democracia                                            |                       | 822     | 0,13  | 0       |     |
| - Presidente: Ramón Luis Valcárcel - Gobierno: PP - Censo: 974.998 - Votantes: 661.221 (67,82%) - Abstención: - Válidos: 651.265 - A candidatura: | Unificación Comunista de España                                     |                       | 713     | 0,11  | 0       |     |
| - Presidente: Ramón Luis Valcárcel - Gobierno: PP - Censo: 974.998 - Votantes: 661.221 (67,82%) - Abstención: - Válidos: 651.265 - A candidatura: | Reforma del Estado de Nostradamus                                   |                       | 620     | 0,10  | 0       |     |
| - Presidente: Ramón Luis Valcárcel - Gobierno: PP - Censo: 974.998 - Votantes: 661.221 (67,82%) - Abstención: - Válidos: 651.265 - A candidatura: | La Falange                                                          |                       | 488     | 0,08  | 0       |     |
| - Presidente: Ramón Luis Valcárcel - Gobierno: PP - Censo: 974.998 - Votantes: 661.221 (67,82%) - Abstención: - Válidos: 651.265 - A candidatura: | Plataforma Republicana-Coalición Republicana de la Región de Murcia |                       | 220     | 0,03  | 0       |     |
| - Presidente: Ramón Luis Valcárcel - Gobierno: PP - Censo: 974.998 - Votantes: 661.221 (67,82%) - Abstención: - Válidos: 651.265 - A candidatura: | Convergencia Ciudadana del Sureste                                  |                       | 182     | 0,03  | 0       |     |
| - Presidente: Ramón Luis Valcárcel - Gobierno: PP - Censo: 974.998 - Votantes: 661.221 (67,82%) - Abstención: - Válidos: 651.265 - A candidatura: | En blanco                                                           | N/A                   | 14.050  | 2,16  | N/A     | N/A |

### Investidura del presidente de la Región de Murcia
| Candidato                                                     | Fecha                                                   | Voto       |    |    |   | Total |
| ------------------------------------------------------------- | ------------------------------------------------------- | ---------- | -- | -- | - | ----- |
| Ramón Luis Valcarcel (PP)                                     | 22 de junio de 2011 Mayoría requerida: Absoluta (23/45) | Sí         | 33 |    |   | 33/45 |
| Ramón Luis Valcarcel (PP)                                     | 22 de junio de 2011 Mayoría requerida: Absoluta (23/45) | No         |    | 11 | 1 | 12/45 |
| Ramón Luis Valcarcel (PP)                                     | 22 de junio de 2011 Mayoría requerida: Absoluta (23/45) | Abstención |    |    |   | 0/45  |
| Alberto Garre (PP)                                            | 8 de abril de 2014 Mayoría requerida: Absoluta (23/45)  | Sí         | 33 |    |   | 33/45 |
| Alberto Garre (PP)                                            | 8 de abril de 2014 Mayoría requerida: Absoluta (23/45)  | No         |    | 10 | 1 | 11/45 |
| Alberto Garre (PP)                                            | 8 de abril de 2014 Mayoría requerida: Absoluta (23/45)  | Abstención |    |    |   | 0/45  |
| Faltó a la investidura de Alberto Garre un diputado del PSOE. |                                                         |            |    |    |   |       |

### Resultados por circunscripciones electorales
| ← Elecciones a la Asamblea Regional de Murcia de 2011 → | |             |         |        |           |     |
| Circunscripción                                         | Censo | Partido     | Votos   | %      | Diputados | +/- |
| Primera 7 diputados                                     | - Censo: 142.289 - Votantes: 98.541 (69,25%) - Abstención: 43.748 (30,75%) - Nulos: 1.501 (1,52%) - Válidos: 97.040 - Blancos: 1.778 - A candidaturas: 95.262            | PP          | 55.551  | 57,25% | 5         | =   |
| Primera 7 diputados                                     | - Censo: 142.289 - Votantes: 98.541 (69,25%) - Abstención: 43.748 (30,75%) - Nulos: 1.501 (1,52%) - Válidos: 97.040 - Blancos: 1.778 - A candidaturas: 95.262            | PSOE        | 25.860  | 26,65% | 2         | =   |
| Primera 7 diputados                                     | - Censo: 142.289 - Votantes: 98.541 (69,25%) - Abstención: 43.748 (30,75%) - Nulos: 1.501 (1,52%) - Válidos: 97.040 - Blancos: 1.778 - A candidaturas: 95.262            | IUV-RM      | 9.274   | 9,56%  | 0         | =   |
| Primera 7 diputados                                     | - Censo: 142.289 - Votantes: 98.541 (69,25%) - Abstención: 43.748 (30,75%) - Nulos: 1.501 (1,52%) - Válidos: 97.040 - Blancos: 1.778 - A candidaturas: 95.262            | UPyD        | 2.377   | 2,45%  | 0         | =   |
| Primera 7 diputados                                     | - Censo: 142.289 - Votantes: 98.541 (69,25%) - Abstención: 43.748 (30,75%) - Nulos: 1.501 (1,52%) - Válidos: 97.040 - Blancos: 1.778 - A candidaturas: 95.262            | CDL         | 979     | 1,01%  | 0         | =   |
| Primera 7 diputados                                     | - Censo: 142.289 - Votantes: 98.541 (69,25%) - Abstención: 43.748 (30,75%) - Nulos: 1.501 (1,52%) - Válidos: 97.040 - Blancos: 1.778 - A candidaturas: 95.262            | LV-ECOLO    | 676     | 0,70%  | 0         | =   |
| Primera 7 diputados                                     | - Censo: 142.289 - Votantes: 98.541 (69,25%) - Abstención: 43.748 (30,75%) - Nulos: 1.501 (1,52%) - Válidos: 97.040 - Blancos: 1.778 - A candidaturas: 95.262            | PRDE        | 150     | 0,15%  | 0         | =   |
| Primera 7 diputados                                     | - Censo: 142.289 - Votantes: 98.541 (69,25%) - Abstención: 43.748 (30,75%) - Nulos: 1.501 (1,52%) - Válidos: 97.040 - Blancos: 1.778 - A candidaturas: 95.262            | CyD         | 128     | 0,13%  | 0         | =   |
| Primera 7 diputados                                     | - Censo: 142.289 - Votantes: 98.541 (69,25%) - Abstención: 43.748 (30,75%) - Nulos: 1.501 (1,52%) - Válidos: 97.040 - Blancos: 1.778 - A candidaturas: 95.262            | PEE         | 114     | 0,12%  | 0         | =   |
| Primera 7 diputados                                     | - Censo: 142.289 - Votantes: 98.541 (69,25%) - Abstención: 43.748 (30,75%) - Nulos: 1.501 (1,52%) - Válidos: 97.040 - Blancos: 1.778 - A candidaturas: 95.262            | UCE         | 97      | 0,10%  | 0         | =   |
| Primera 7 diputados                                     | - Censo: 142.289 - Votantes: 98.541 (69,25%) - Abstención: 43.748 (30,75%) - Nulos: 1.501 (1,52%) - Válidos: 97.040 - Blancos: 1.778 - A candidaturas: 95.262            | NOSTRADAMUS | 56      | 0,06%  | 0         | =   |
| · Segunda 10 diputados (1)                              | - Censo: 226.614 - Votantes: 138.579 (61,15%) - Abstención: 88.035 (38,85%) - Nulos: 2.243 (1,62%) - Válidos: 136.336 - Blancos: 3.127 (2,26%) - A candidaturas: 133.209 | PP          | 82.994  | 60,87% | 8         | 1   |
| · Segunda 10 diputados (1)                              | - Censo: 226.614 - Votantes: 138.579 (61,15%) - Abstención: 88.035 (38,85%) - Nulos: 2.243 (1,62%) - Válidos: 136.336 - Blancos: 3.127 (2,26%) - A candidaturas: 133.209 | PSOE        | 29.124  | 21,36% | 2         | 2   |
| · Segunda 10 diputados (1)                              | - Censo: 226.614 - Votantes: 138.579 (61,15%) - Abstención: 88.035 (38,85%) - Nulos: 2.243 (1,62%) - Válidos: 136.336 - Blancos: 3.127 (2,26%) - A candidaturas: 133.209 | IUV-RM      | 9.426   | 6,91%  | 0         | =   |
| · Segunda 10 diputados (1)                              | - Censo: 226.614 - Votantes: 138.579 (61,15%) - Abstención: 88.035 (38,85%) - Nulos: 2.243 (1,62%) - Válidos: 136.336 - Blancos: 3.127 (2,26%) - A candidaturas: 133.209 | UPyD        | 7.184   | 5,27%  | 0         | =   |
| · Segunda 10 diputados (1)                              | - Censo: 226.614 - Votantes: 138.579 (61,15%) - Abstención: 88.035 (38,85%) - Nulos: 2.243 (1,62%) - Válidos: 136.336 - Blancos: 3.127 (2,26%) - A candidaturas: 133.209 | LV-ECOLO    | 1.889   | 1,39%  | 0         | =   |
| · Segunda 10 diputados (1)                              | - Censo: 226.614 - Votantes: 138.579 (61,15%) - Abstención: 88.035 (38,85%) - Nulos: 2.243 (1,62%) - Válidos: 136.336 - Blancos: 3.127 (2,26%) - A candidaturas: 133.209 | CDL         | 479     | 0,35%  | 0         | =   |
| · Segunda 10 diputados (1)                              | - Censo: 226.614 - Votantes: 138.579 (61,15%) - Abstención: 88.035 (38,85%) - Nulos: 2.243 (1,62%) - Válidos: 136.336 - Blancos: 3.127 (2,26%) - A candidaturas: 133.209 | FE          | 417     | 0,31%  | 0         | =   |
| · Segunda 10 diputados (1)                              | - Censo: 226.614 - Votantes: 138.579 (61,15%) - Abstención: 88.035 (38,85%) - Nulos: 2.243 (1,62%) - Válidos: 136.336 - Blancos: 3.127 (2,26%) - A candidaturas: 133.209 | DN          | 312     | 0,23%  | 0         | =   |
| · Segunda 10 diputados (1)                              | - Censo: 226.614 - Votantes: 138.579 (61,15%) - Abstención: 88.035 (38,85%) - Nulos: 2.243 (1,62%) - Válidos: 136.336 - Blancos: 3.127 (2,26%) - A candidaturas: 133.209 | PEE         | 304     | 0,22%  | 0         | =   |
| · Segunda 10 diputados (1)                              | - Censo: 226.614 - Votantes: 138.579 (61,15%) - Abstención: 88.035 (38,85%) - Nulos: 2.243 (1,62%) - Válidos: 136.336 - Blancos: 3.127 (2,26%) - A candidaturas: 133.209 | PRDE        | 260     | 0,19%  | 0         | =   |
| · Segunda 10 diputados (1)                              | - Censo: 226.614 - Votantes: 138.579 (61,15%) - Abstención: 88.035 (38,85%) - Nulos: 2.243 (1,62%) - Válidos: 136.336 - Blancos: 3.127 (2,26%) - A candidaturas: 133.209 | NOSTRADAMUS | 201     | 0,15%  | 0         | =   |
| · Segunda 10 diputados (1)                              | - Censo: 226.614 - Votantes: 138.579 (61,15%) - Abstención: 88.035 (38,85%) - Nulos: 2.243 (1,62%) - Válidos: 136.336 - Blancos: 3.127 (2,26%) - A candidaturas: 133.209 | CCSE        | 182     | 0,13%  | 0         | =   |
| · Segunda 10 diputados (1)                              | - Censo: 226.614 - Votantes: 138.579 (61,15%) - Abstención: 88.035 (38,85%) - Nulos: 2.243 (1,62%) - Válidos: 136.336 - Blancos: 3.127 (2,26%) - A candidaturas: 133.209 | UCE         | 166     | 0,12%  | 0         | =   |
| · Segunda 10 diputados (1)                              | - Censo: 226.614 - Votantes: 138.579 (61,15%) - Abstención: 88.035 (38,85%) - Nulos: 2.243 (1,62%) - Válidos: 136.336 - Blancos: 3.127 (2,26%) - A candidaturas: 133.209 | CDUR        | 137     | 0,10%  | 0         | =   |
| · Segunda 10 diputados (1)                              | - Censo: 226.614 - Votantes: 138.579 (61,15%) - Abstención: 88.035 (38,85%) - Nulos: 2.243 (1,62%) - Válidos: 136.336 - Blancos: 3.127 (2,26%) - A candidaturas: 133.209 | CyD         | 134     | 0,10%  | 0         | =   |
| · Tercera 21 diputados (1)                              | - Censo: 494.683 - Votantes: 340.357 (68,80%) - Abstención: 154.326 (31,2%) - Nulos: 5.691 (1,67%) - Válidos: 334.666 - Blancos: 7.285 (2,14%) - A candidaturas: 327.381 | PP          | 200.452 | 59,90% | 15        | 2   |
| · Tercera 21 diputados (1)                              | - Censo: 494.683 - Votantes: 340.357 (68,80%) - Abstención: 154.326 (31,2%) - Nulos: 5.691 (1,67%) - Válidos: 334.666 - Blancos: 7.285 (2,14%) - A candidaturas: 327.381 | PSOE        | 73.661  | 22,01% | 5         | 1   |
| · Tercera 21 diputados (1)                              | - Censo: 494.683 - Votantes: 340.357 (68,80%) - Abstención: 154.326 (31,2%) - Nulos: 5.691 (1,67%) - Válidos: 334.666 - Blancos: 7.285 (2,14%) - A candidaturas: 327.381 | IUV-RM      | 25.048  | 7,48%  | 1         | =   |
| · Tercera 21 diputados (1)                              | - Censo: 494.683 - Votantes: 340.357 (68,80%) - Abstención: 154.326 (31,2%) - Nulos: 5.691 (1,67%) - Válidos: 334.666 - Blancos: 7.285 (2,14%) - A candidaturas: 327.381 | UPyD        | 17.667  | 5,28%  | 0         | =   |
| · Tercera 21 diputados (1)                              | - Censo: 494.683 - Votantes: 340.357 (68,80%) - Abstención: 154.326 (31,2%) - Nulos: 5.691 (1,67%) - Válidos: 334.666 - Blancos: 7.285 (2,14%) - A candidaturas: 327.381 | LV-ECOLO    | 4.693   | 1,40%  | 0         | =   |
| · Tercera 21 diputados (1)                              | - Censo: 494.683 - Votantes: 340.357 (68,80%) - Abstención: 154.326 (31,2%) - Nulos: 5.691 (1,67%) - Válidos: 334.666 - Blancos: 7.285 (2,14%) - A candidaturas: 327.381 | CDL         | 2.167   | 0,67%  | 0         | =   |
| · Tercera 21 diputados (1)                              | - Censo: 494.683 - Votantes: 340.357 (68,80%) - Abstención: 154.326 (31,2%) - Nulos: 5.691 (1,67%) - Válidos: 334.666 - Blancos: 7.285 (2,14%) - A candidaturas: 327.381 | PRDE        | 695     | 0,21%  | 0         | =   |
| · Tercera 21 diputados (1)                              | - Censo: 494.683 - Votantes: 340.357 (68,80%) - Abstención: 154.326 (31,2%) - Nulos: 5.691 (1,67%) - Válidos: 334.666 - Blancos: 7.285 (2,14%) - A candidaturas: 327.381 | CDUR        | 644     | 0,19%  | 0         | =   |
| · Tercera 21 diputados (1)                              | - Censo: 494.683 - Votantes: 340.357 (68,80%) - Abstención: 154.326 (31,2%) - Nulos: 5.691 (1,67%) - Válidos: 334.666 - Blancos: 7.285 (2,14%) - A candidaturas: 327.381 | PEE         | 592     | 0,18%  | 0         | =   |
| · Tercera 21 diputados (1)                              | - Censo: 494.683 - Votantes: 340.357 (68,80%) - Abstención: 154.326 (31,2%) - Nulos: 5.691 (1,67%) - Válidos: 334.666 - Blancos: 7.285 (2,14%) - A candidaturas: 327.381 | DN          | 540     | 0,16%  | 0         | =   |
| · Tercera 21 diputados (1)                              | - Censo: 494.683 - Votantes: 340.357 (68,80%) - Abstención: 154.326 (31,2%) - Nulos: 5.691 (1,67%) - Válidos: 334.666 - Blancos: 7.285 (2,14%) - A candidaturas: 327.381 | CyD         | 522     | 0,16%  | 0         | =   |
| · Tercera 21 diputados (1)                              | - Censo: 494.683 - Votantes: 340.357 (68,80%) - Abstención: 154.326 (31,2%) - Nulos: 5.691 (1,67%) - Válidos: 334.666 - Blancos: 7.285 (2,14%) - A candidaturas: 327.381 | UCE         | 361     | 0,11%  | 0         | =   |
| · Tercera 21 diputados (1)                              | - Censo: 494.683 - Votantes: 340.357 (68,80%) - Abstención: 154.326 (31,2%) - Nulos: 5.691 (1,67%) - Válidos: 334.666 - Blancos: 7.285 (2,14%) - A candidaturas: 327.381 | NOSTRADAMUS | 339     | 0,10%  | 0         | =   |
| Cuarta 4 diputados                                      | - Censo: 70.722 - Votantes: 54.530 (77,10%) - Abstención: 16.192 (22,90%) - Nulos: 731 (1,34%) - Válidos: 53.799 - Blancos: 868 (1,59%) - A candidaturas: 52.931         | PP          | 28.616  | 53,19% | 3         | 1   |
| Cuarta 4 diputados                                      | - Censo: 70.722 - Votantes: 54.530 (77,10%) - Abstención: 16.192 (22,90%) - Nulos: 731 (1,34%) - Válidos: 53.799 - Blancos: 868 (1,59%) - A candidaturas: 52.931         | PSOE        | 18.219  | 33,68% | 1         | 1   |
| Cuarta 4 diputados                                      | - Censo: 70.722 - Votantes: 54.530 (77,10%) - Abstención: 16.192 (22,90%) - Nulos: 731 (1,34%) - Válidos: 53.799 - Blancos: 868 (1,59%) - A candidaturas: 52.931         | IUV-RM      | 4.263   | 7,92%  | 0         | =   |
| Cuarta 4 diputados                                      | - Censo: 70.722 - Votantes: 54.530 (77,10%) - Abstención: 16.192 (22,90%) - Nulos: 731 (1,34%) - Válidos: 53.799 - Blancos: 868 (1,59%) - A candidaturas: 52.931         | UPyD        | 1.168   | 2,17%  | 0         | =   |
| Cuarta 4 diputados                                      | - Censo: 70.722 - Votantes: 54.530 (77,10%) - Abstención: 16.192 (22,90%) - Nulos: 731 (1,34%) - Válidos: 53.799 - Blancos: 868 (1,59%) - A candidaturas: 52.931         | CDL         | 272     | 0,51%  | 0         | =   |
| Cuarta 4 diputados                                      | - Censo: 70.722 - Votantes: 54.530 (77,10%) - Abstención: 16.192 (22,90%) - Nulos: 731 (1,34%) - Válidos: 53.799 - Blancos: 868 (1,59%) - A candidaturas: 52.931         | LV-ECOLO    | 202     | 0,38%  | 0         | =   |
| Cuarta 4 diputados                                      | - Censo: 70.722 - Votantes: 54.530 (77,10%) - Abstención: 16.192 (22,90%) - Nulos: 731 (1,34%) - Válidos: 53.799 - Blancos: 868 (1,59%) - A candidaturas: 52.931         | CDUR        | 49      | 0,09%  | 0         | =   |
| Cuarta 4 diputados                                      | - Censo: 70.722 - Votantes: 54.530 (77,10%) - Abstención: 16.192 (22,90%) - Nulos: 731 (1,34%) - Válidos: 53.799 - Blancos: 868 (1,59%) - A candidaturas: 52.931         | PEE         | 40      | 0,07%  | 0         | =   |
| Cuarta 4 diputados                                      | - Censo: 70.722 - Votantes: 54.530 (77,10%) - Abstención: 16.192 (22,90%) - Nulos: 731 (1,34%) - Válidos: 53.799 - Blancos: 868 (1,59%) - A candidaturas: 52.931         | PRDE        | 32      | 0,06%  | 0         | =   |
| Cuarta 4 diputados                                      | - Censo: 70.722 - Votantes: 54.530 (77,10%) - Abstención: 16.192 (22,90%) - Nulos: 731 (1,34%) - Válidos: 53.799 - Blancos: 868 (1,59%) - A candidaturas: 52.931         | UCE         | 30      | 0,06%  | 0         | =   |
| Cuarta 4 diputados                                      | - Censo: 70.722 - Votantes: 54.530 (77,10%) - Abstención: 16.192 (22,90%) - Nulos: 731 (1,34%) - Válidos: 53.799 - Blancos: 868 (1,59%) - A candidaturas: 52.931         | CyD         | 22      | 0,04%  | 0         | =   |
| Cuarta 4 diputados                                      | - Censo: 70.722 - Votantes: 54.530 (77,10%) - Abstención: 16.192 (22,90%) - Nulos: 731 (1,34%) - Válidos: 53.799 - Blancos: 868 (1,59%) - A candidaturas: 52.931         | NOSTRADAMUS | 18      | 0,03%  | 0         | =   |
| Quinta 3 diputados                                      | - Censo: 40.690 - Votantes: 29.214 (71,80%) - Abstención: 11.476 (28,2%) - Nulos: 657 (2,25%) - Válidos: 28.557 - Blancos: 980 (3,35%) - A candidaturas: 27.577          | PP          | 14.956  | 52,37% | 2         | =   |
| Quinta 3 diputados                                      | - Censo: 40.690 - Votantes: 29.214 (71,80%) - Abstención: 11.476 (28,2%) - Nulos: 657 (2,25%) - Válidos: 28.557 - Blancos: 980 (3,35%) - A candidaturas: 27.577          | PSOE        | 8.293   | 29,04% | 1         | =   |
| Quinta 3 diputados                                      | - Censo: 40.690 - Votantes: 29.214 (71,80%) - Abstención: 11.476 (28,2%) - Nulos: 657 (2,25%) - Válidos: 28.557 - Blancos: 980 (3,35%) - A candidaturas: 27.577          | (IU+LV) RM  | 2.902   | 10,16% | 0         | =   |
| Quinta 3 diputados                                      | - Censo: 40.690 - Votantes: 29.214 (71,80%) - Abstención: 11.476 (28,2%) - Nulos: 657 (2,25%) - Válidos: 28.557 - Blancos: 980 (3,35%) - A candidaturas: 27.577          | UPyD        | 840     | 2,94%  | 0         | =   |
| Quinta 3 diputados                                      | - Censo: 40.690 - Votantes: 29.214 (71,80%) - Abstención: 11.476 (28,2%) - Nulos: 657 (2,25%) - Válidos: 28.557 - Blancos: 980 (3,35%) - A candidaturas: 27.577          | PRCRM       | 220     | 0,77%  | 0         | =   |
| Quinta 3 diputados                                      | - Censo: 40.690 - Votantes: 29.214 (71,80%) - Abstención: 11.476 (28,2%) - Nulos: 657 (2,25%) - Válidos: 28.557 - Blancos: 980 (3,35%) - A candidaturas: 27.577          | LV-ECOLO    | 158     | 0,55%  | 0         | =   |
| Quinta 3 diputados                                      | - Censo: 40.690 - Votantes: 29.214 (71,80%) - Abstención: 11.476 (28,2%) - Nulos: 657 (2,25%) - Válidos: 28.557 - Blancos: 980 (3,35%) - A candidaturas: 27.577          | FE          | 71      | 0,25%  | 0         | =   |
| Quinta 3 diputados                                      | - Censo: 40.690 - Votantes: 29.214 (71,80%) - Abstención: 11.476 (28,2%) - Nulos: 657 (2,25%) - Válidos: 28.557 - Blancos: 980 (3,35%) - A candidaturas: 27.577          | UCE         | 59      | 0,21%  | 0         | =   |
| Quinta 3 diputados                                      | - Censo: 40.690 - Votantes: 29.214 (71,80%) - Abstención: 11.476 (28,2%) - Nulos: 657 (2,25%) - Válidos: 28.557 - Blancos: 980 (3,35%) - A candidaturas: 27.577          | PRDE        | 36      | 0,13%  | 0         | =   |
| Quinta 3 diputados                                      | - Censo: 40.690 - Votantes: 29.214 (71,80%) - Abstención: 11.476 (28,2%) - Nulos: 657 (2,25%) - Válidos: 28.557 - Blancos: 980 (3,35%) - A candidaturas: 27.577          | CDL         | 20      | 0,07%  | 0         | =   |
| Quinta 3 diputados                                      | - Censo: 40.690 - Votantes: 29.214 (71,80%) - Abstención: 11.476 (28,2%) - Nulos: 657 (2,25%) - Válidos: 28.557 - Blancos: 980 (3,35%) - A candidaturas: 27.577          | CyD         | 16      | 0,06%  | 0         | =   |
| Quinta 3 diputados                                      | - Censo: 40.690 - Votantes: 29.214 (71,80%) - Abstención: 11.476 (28,2%) - Nulos: 657 (2,25%) - Válidos: 28.557 - Blancos: 980 (3,35%) - A candidaturas: 27.577          | NOSTRADAMUS | 6       | 0,02%  | 0         | =   |